# Orlen Unipetrol Doprava
Orlen Unipetrol Doprava s.r.o. (VKM: UNIDO) – przewoźnik kolejowy w Czechach, oferujący również leasing cystern kolejowych. Spółka obsługuje ponadto stację mycia i parowania cystern oraz realizuje w swoich warsztatach naprawy taboru kolejowego. Spółka została założona w 1995 roku pod nazwą Chemopetrol – Doprava a.s. Pierwotna nazwa odwoływała się do warunków utworzenia spółki: chodziło o wyodrębnienie transportu kolejowego na bocznicy zakładów chemicznych Chemopetrol w Litvínovie.
Początkowo spółka obsługiwała ruch kolejowy wyłącznie na bocznicy w Litvínovie, ale w związku z włączeniem Chemopetrolu do grupy Unipetrol zaczęła stopniowo przejmować kolejne bocznice w zakładach chemicznych całej grupy. Obecnie spółka obsługuje bocznice w Litvínovie, Kralupach nad Wełtawą, Neratovicach, Pardubicach, Semtínie i Kolínie. W 2003 roku nazwa spółki została zmieniona Unipetrol Doprava.

## Działalność przewozowa
Obecnie oprócz eksploatacji bocznic spółka Orlen Unipetrol Doprava zajmuje się również kolejowym transportem towarowym na liniach Správy železnic. Transportuje w ten sposób przede wszystkim produkty chemiczne pomiędzy poszczególnymi przedsiębiorstwami grupy UNIPETROL, a we współpracy z przewoźnikami zagranicznymi realizuje także kilka połączeń międzynarodowych do wszystkich państw sąsiednich.

## Tabor kolejowy
W 2004 roku zmodernizowano dwie lokomotywy serii 753.7 dla przewoźnika.
W 2005 roku zmodernizowano dwie lokomotywy serii 724.6 dla spółki.
W 2015 roku przewoźnik wynajął od Railpool elektrowóz 186 432.
W kwietniu 2017 r. Unipetrol Doprava kupił od spółki Siemens trzy modułowe lokomotywy wielosystemowe Vectron MS.
W latach 2017–2018 roku przewoźnik zakupił cztery lokomotywy EffiLiner 1600
W połowie 2018 spółka eksploatowała spalinowóz serii 744.7
Początkowo lokomotywy kurowały w jednolitym malowaniu w odcieniach niebieskiego z szarymi detalami. W 2017 roku niebieskie malowanie zamieniono na turkusowo-białe. Natomiast w 2020 roku wprowadzono barwy Orlenu w kolorze biało-czerwonym.

## Bocznice kolejowe
Orlen Unipetrol Doprava eksploatuje również kilka bocznic kolejowych – por. tabela.
| Bocznica kolejowa              | Stacja połączeń            | Właściciel         |
| Kaučuk základní závod          | Chvatěruby                 | Synthos Kralupy    |
| Feralpi Kralupy nad Vltavou    | Chvatěruby                 | Feralpi-Praha      |
| Paramo, a.s. Kolín I           | Kolín                      | Paramo             |
| Paramo, a.s. Kolín II          | Kolín                      | Paramo             |
| Unipetrol RPA, s.r.o. Litvínov | Most nové nádraží          | Unipetrol RPA      |
| Spolana a.s. Neratovice        | Neratovice                 | Spolana            |
| Lachema Neratovice             | Neratovice                 | Lach-Ner           |
| Paramo, a.s. Pardubice         | Pardubice hlavní nádraží   | Paramo             |
| LC Zelená louka                | Pardubice hlavní nádraží   | D+D Park Pardubice |
| Synthesia (+ Explosia)         | Pardubice-Rosice nad Labem | Synthesia          |
| Kaučuk SKP Úžice               | Úžice                      | Synthos Kralupy    |
| Aero Odolena Voda              | Úžice                      | Aero Vodochody     |